# TOPEX/ポセイドン
TOPEX/ポセイドン (TOPEX/Poseidon) とは、海面の高度（海面高度）を計測するアメリカ航空宇宙局 (NASA) とフランス国立宇宙センター (CNES) による海洋観測マッピングミッションである。この名はTOPography EXperimentの頭文字とCNESがミッション名にしていたギリシア神話の海の神ポセイドンにちなんだ名称を合わせたものである。

## 概要
1992年8月10日、アリアン4によって打ち上げられ、高度1,330km、傾斜角66度、周回周期約10日の軌道に投入された。打上げ時の重量は2,402kg。設計寿命は3-5年であったが、2005年10月までデータの取得を継続し、後継のジェイソン1に観測を引き継いだ。この長期間の観測データを用いることにより、海面が一年当たり3mmの速さで上昇していることが報告されるなどの科学的成果を得ることができた。
2005年10月に姿勢制御用のホイールにトラブルが生じて観測が出来なくなったため、2006年1月18日に13年間の運用を終えた。

## 搭載測器
- TOPEX高度計 ：CバンドおよびKuバンドを用いたレーダ高度計（NASAが開発）
- Poseidon高度計 ：Kuバンドを用いたレーダ高度計（TOPEXとアンテナは共有：CNESが開発）

搭載したレーダー高度計の測定精度は約2cmであるが、いくらこれらの精度が良くても衛星位置の測定精度が悪ければ実際の観測精度が出せないため、NASAのレーザー反射鏡(LRA)と、CNESの電波を使うドップラー追跡システムDORISと、実験的なGPS受信機を搭載して衛星の位置も精密に測定された。
これにより海洋表面高の観測精度は、スカイラブで約1m、GEOS-3で約50cm、シーサット(SEASAT)で約10cm、GEOSATで約3cmだったが、TOPEX/POSEIDONでは約2cmとなった。シーサットは短命であり、GEOSATと後継のGFO(Geosat Follow-On)は軍用の衛星のため、TOPEX/POSEIDONが実質的には初の本格的な観測ミッションとなった。

## 地球科学への応用
レーダ高度計は海面にパルスを発信し、海面で反射されて衛星に戻ってくるまでの時間から衛星--海面間の距離を得ることができる。平均的な海面高度は海面下の地形に強く影響を受けているため、海山などの海底地形の分布を海面高度計データから得ることができる。また、海面高度計データから地衡流の関係を用いた海面流速データ、波高などの海洋物理学に重要なデータを得ることができる。